# E liberaci dal padre
E liberaci dal padre (A Great Deliverance) è il primo romanzo di Elizabeth George, scritto nel 1988. In quest'opera fanno il loro esordio nella prima indagine, l'ispettore Thomas Lynley e il sergente Barbara Havers.
Il romanzo è stato tradotto in oltre dieci lingue e ha conosciuto molte ristampe in inglese, francese, italiano, spagnolo, tedesco.

## Trama
A Londra, un serial killer che agisce nelle stazioni ferroviarie, ha ucciso ancora e la sezione Omicidi di Scotland Yard è molto pressata dagli eventi e dai media. In questo clima, arriva dallo Yorkshire padre Hart, un prete cattolico che espone una bizzarra richiesta di aiuto. Il suo parrocchiano più devoto, William Teys, un fattore agiato, è stato decapitato con un'ascia, dopo che il vecchio cane era stato soppresso. Accanto ai due cadaveri, seduta su un secchio, la figlia minore dell'uomo, Roberta, si dichiara colpevole e poi si chiude nel mutismo. Convinto che i fatti si siano svolti diversamente, il prete è venuto a chiedere l'intervento della polizia londinese.
In quel frangente, il caposezione Webberly designa per il caso due persone che non hanno mai legato: l'ispettore Thomas Lynley e il sergente Barbara Havers. I due appartengono a classi sociali opposte: nobile, ricco e colto il primo, di famiglia proletaria la seconda. Le indagini cominciano, ma è inevitabile che i due investigatori si scontrino su numerosi punti. Inoltre, il poliziotto del villaggio di Keldale, dove è avvenuta l'uccisione, non ha mezzi sufficienti per condurre un'indagine approfondita e i superiori, a York, si sono accontentati della confessione di Roberta, la quale è stata ricoverata in una clinica privata dal cugino Richard Gibson, erede presuntivo della fattoria di William Teys.
Nella casa di William è molto in vista l'immagine della moglie Tessa, da lui sposata a soli sedici anni. Tutto fa pensare che la donna sia morta. Per giunta, Lynley e Havers scoprono l'esistenza di una figlia primogenita, Gillian, somigliante in tutto alla madre. Scappata di casa a sedici anni, Gillian ha lasciato molti ricordi nel paesino, ma ogni persona interpellata ne ha dato un'impressione diversa e persino opposta. Anche la madre, si scopre, aveva lasciato la casa a venticinque anni, subito dopo la nascita di Roberta. Negli ultimi tempi, Teys l'aveva fatta cercare perché voleva l'annullamento del matrimonio, per sposare in chiesa Olivia Odell, giovane madre di una bambina di nove anni, Bridie.
Dapprima si trova Tessa, sposata a uno studioso, il quale se n'è andato di casa, quando ha scoperto la bigamia della moglie. La scomparsa dell'uomo coincide con la morte di Teys. Poi si ritrova anche Gillian, che aveva trascorso molti anni in una comunità per ragazzi fuggiti di casa, retta da un pastore anglicano, George Clarence. La giovane è addirittura sposata con il figlio di Clarence, anch'egli appena ordinato sacerdote. Ma lui la conosce come Nell Graham e subisce uno shock nell'intuire da quale passato proviene Gillian.
Infatti, in un drammatico confronto con Roberta, Gillian riesce a penetrare il silenzio della sorella. Entrambe confessano una lunga serie di abusi da parte del padre, ma a Roberta è anche accaduto di rimanere incinta e il padre le ha sottratto la creatura, portandola a morire in un rudere risalente a un'abbazia, nei pressi del villaggio. Neppure di fronte a questo ulteriore crimine Roberta ha avuto il coraggio di sottrarsi al continuo plagio paterno, ma la sopportazione è terminata quando, volendo sposare Olivia, Teys avrebbe trasferito le sue attenzioni sulla piccola Bridie. Allora Roberta, dopo due tentativi falliti, ha attirato il padre nel granaio con la scusa del cane sgozzato e, quando l'uomo si è chinato, non ha avuto esitazioni a decapitarlo con l'ascia.
La vicenda scuote nel profondo tutti i testimoni. Non basta a Lynley la consapevolezza che Roberta, dopo l'inferno che le è stato inflitto, non sarà mai condannata. Qualcuno avrebbe dovuto sapere e Lynley va da padre Hart e lo accusa di avere coperto per decenni i crimini di Teys con la scusa del segreto della Confessione; la richiesta a Scotland Yard fatta dal religioso aveva lo scopo di far emergere il male nascosto, senza che lui si prendesse la responsabilità di una pubblica denuncia. Anche il marito di Gillian se ne è andato e, per aggiungere altro dolore, il marito di Tessa, scomparso, risulta essere l'ultima vittima del serial Killer che semina il terrore nelle stazioni di Londra.

## Personaggi principali
- Thomas Lynley, ispettore di Scotland Yard, 32 anni, celibe. Bello, colto, di ottime maniere, in possesso del titolo di conte, non abbandona mai le sue maniere da gentiluomo che, talora, sono fonte di pregiudizi per chi non lo conosce.
- Barbara Havers, sergente di Scotland Yard, è finita al servizio di pattuglia in strada a causa del carattere bisbetico e del rifiuto ad accettare compromessi con gli altri. In realtà, si tratta di una donna complessata dalle troppo modeste origini, dall'infelicità della sua famiglia, dal suo aspetto sgraziato e goffo. Ha l'occasione di riabilitarsi grazie all'indagine nello Yorkshire.
- Simon Alcourt St. James, migliore amico di Lynley, fa il patologo per la polizia scientifica. Molti anni prima, in un incidente stradale, è rimasto invalido e deve portare un apparecchio ortopedico a una gamba: responsabile della disgrazia è Lynley che guidava l'auto allora e che in seguito non si è mai perdonato la menomazione di Simon. Invece St. James è sempre sereno e disponibile verso Lynley.
- Lady Helen Clyde, amica da sempre di Lynley e St. James, è collega di lavoro di quest'ultimo. Condivide con Simon la preparazione scientifica e supporta Lynley in situazioni umanamente delicate.
- Deborah, giovane e bellissima moglie di St. James, è una fotografa di successo. Nel libro, lei e il marito si trovano in luna di miele, quando arrivano Lynley e Barbara per indagare. L'aiuto dei St. James è determinante nel caso, perché ricostruiscono la natura delle macchie di sangue sui vestiti di Roberta e i movimenti che la ragazza ha potuto compiere.
- Padre Hart, prete cattolico anziano, ha cercato di sottrarre Roberta alla giustizia, trovandola accanto al padre decapitato: ha pulito l'ascia e nascosto il coltello. Poi ha chiesto l'aiuto di Londra perché voleva che si scoprisse quanto lui aveva sempre saputo, grazie al Sacramento della Penitenza. Le gravi responsabilità del prete non sono soggette all'umana giustizia, ma avrebbe potuto intervenire molto prima, anziché coprire un maniaco come Teys e credere alle promesse di ravvedimento del deviato.
- Roberta, ragazza molto alta e grossa di diciannove anni, da quando ne aveva otto, è vissuta in balia del padre, senza difesa, né aiuto. Aveva confidato parte del suo disagio alla maestra, la signorina Fitzallan, che però non ha compreso la portata del problema e ne ha parlato con Teys. La reazione di questi ha definitivamente convinto la bambina dell'onnipotenza del padre, aprendo la strada a un plagio protratto per undici anni.
- Gillian, sorella maggiore di Roberta, prima di scappare dalla casa dove ha subito abusi di ogni sorta, ha cercato di aiutare Roberta a difendersi, dandole una chiave per chiudersi in camera. Raccolta da un pastore che si occupava di ragazzi fuggiti di casa, non ha fatto trasparire nulla dei suoi trascorsi e, dopo dieci anni, si è sposata con Jonah. Riportata al passato, collabora con la polizia e con lo psichiatra che ha in cura Roberta, riuscendo ad aprire un varco (che sembrava irraggiungibile) nella sua mente.
- Tessa, moglie di Teys, madre di Gillian e Roberta. Ha lasciato la famiglia perché si è accorta che le figlie le venivano sottratte alla nascita e a lei non era permesso neppure di accudirle. A York aveva fatto lavori vari, finché aveva incontrato un giovane archeologo e si erano sposati, mettendo al mondo due figli. Dopo tanti anni, un investigatore privato mandato da Teys l'aveva scovata e messo al corrente il marito della condizione di bigama della donna.

## Edizioni in italiano
- Elizabeth George, E liberaci dal padre, Sonzogno, Milano! 1989
- Elizabeth George, E liberaci dal padre, Euroclub, Bergamo 1990
- Elizabeth George, E liberaci dal padre, traduzione di Laura Battaglia, Monica Mazzanti, Fabbri, Milano 1992
- Elizabeth George, E liberaci dal padre, Mondolibri, Milano 2001
- Elizabeth George, E liberaci dal padre: romanzo, traduzione di Laura Battaglia e Monica Mazzanti, Longanesi, Milano 2001
- Elizabeth George, E liberaci dal padre: romanzo, traduzione di Laura Battaglia e Monica Mazzanti, TEA, Milano 2002
- Elizabeth George, E liberaci dal padre, traduzione di Laura Battaglia e Monica Mazzanti, Superpocket, Milano 2005, stampa 2004

## Adattamento televisivo
''A Great Deliverance è il primo episodio della prima stagione della serie televisiva The Inspector Lynley Mysteries, andato in onda il 12 marzo 2001.

## Riconoscimenti
Questo libro ha vinto nel 1989 la prima edizione del Premio Agatha per il miglior romanzo d'esordio e, nel 1990, il Grand prix de littérature policière.